# Anomala limatipennis
Anomala limatipennis är en skalbaggsart som beskrevs av Ohaus 1916. Anomala limatipennis ingår i släktet Anomala och familjen Rutelidae. Inga underarter finns listade i Catalogue of Life.